# Swantje Scharenberg
Swantje Scharenberg (* 2. Juli 1965 in Hameln) ist eine deutsche Sporthistorikerin.
Swantje Scharenberg studierte Sportwissenschaft, Ethnologie und Publizistik- und Kommunikationswissenschaft (M.A.) an der Georg-August-Universität Göttingen, wo sie 1989 ihr Magisterexamen ablegte und wissenschaftliche Mitarbeiterin wurde. 1992 wurde sie bei Arnd Krüger zum Dr. disc. pol. promoviert. Anschließend wurde sie Hochschulassistentin an derselben Universität. Scharenberg arbeitete als wissenschaftliche Mitarbeiterin an der University of Queensland (Brisbane), der Johannes Gutenberg-Universität Mainz und war Referentin für Gerätturnen beim Deutschen Turner-Bund (gleichzeitig Lehrbeauftragte für das Gerätturnen der Männer am KIT), ehe sie nach Karlsruhe wechselte. 2007 habilitierte sie sich am Karlsruher Institut für Technologie (KIT), wo sie 2008 zur außerplanmäßigen Professorin berufen wurde. Sie leitet dort seit 2009 das Forschungszentrum für den Schulsport und den Sport von Kindern und Jugendlichen (FoSS), verantwortet das Masterprofil Bewegung und Sport im Kindes- und Jugendalter (BuK) und lehrt am Institut für Sport und Sportwissenschaft. Ihre wissenschaftlichen Schwerpunkte liegen im Bereich von Sport und Gesellschaft (Sportgeschichte, Sportpublizistik, Sportpädagogik) sowie Theorie und Praxis der Sportarten (bes. Gerätturnen). Für das KIT ist sie die Projektkoordinatorin der Partnerhochschulen für den Spitzensport, ist im Entwicklungs- und Lehrteam der Trainerakademie Köln, hat die Entwicklungen für das (neue) Deutsche Sportabzeichen kreiert und ist Kindersportbuchautorin.
Seit 1996 ist sie die Disziplinchefin für Gerätturnen im Allgemeinen Deutschen Hochschulsportverband (ADH) und verantwortet hierdurch das Gerätturnen der Männer und Frauen auf nationaler Hochschulebene und leitet den Teamteil Turnen des ADHs bei den World University Games der FISU. Sie gehört dem Editorial Board verschiedener wissenschaftlichen Zeitschriften (u. a.der bedeutendsten russischen sportwissenschaftlichen Zeitschrift) und ist Mitglied des European Council of Research in Physical Education and School Sport, Gutachterin in Hochschul-Akkreditierungsverfahren von AQAS (deutschlandweit) und ist Sachverständige bei Gericht (Themen: Gerätturnen, Schule, Übergriffe). Sie ist die stellvertretende Vorsitzende des Wissenschaftlichen Beirats des Niedersächsischen Instituts für Sportgeschichte und Fellow (seit 2021 Präsidentin des Colleges der Fellows) des European Committee for Sports History. Der WorldCat hat 84 Publikationen von ihr.

## Schriften
(Auswahl)
- Der Niedergang des Kunstturnens. Fehler im System?, Dissertation, Universität Göttingen 1992
- Arnd Krüger, Swantje Scharenberg (Hrsg.): Wie die Medien den Sport aufbereiten. Ausgewählte Aspekte der Sportpublizistik. Berlin 1993.
- Natascha Hillebrecht; Swantje Scharenberg (Hrsg.): Sport als Erwachsenenbildung – aus kritischer Analyse lernen (= Schriften zur Sportwissenschaft, Band 15). Hamburg: Kovac 1999, ISBN 978-3-86064-882-7.
- James Riordan, Swantje Scharenberg (Hrsg.): Annual of CESH. Jahrbuch des European Committee for Sports History. Berlin: Tischler, ISSN 2570-1169
- Die Konstruktion des öffentlichen Sports und seiner Helden in der Tagespresse der Weimarer Republik, Habilitationsschrift, KIT Karlsruhe 2006
- Mit Katrin Barth: Ich lerne Turnen, Aachen: Meyer & Meyer, 2008, 2. Auflage 2013; ISBN 978-3-89899-307-4
- Mit Katrin Barth: Ich trainiere Gerätturnen, Aachen: Meyer & Meyer, 2008. ISBN 3-89899-344-2
- Mit Berndt Barth: Gerätturnen, Aachen: Meyer & Meyer, 2009; ISBN 3-89899-344-2
- Swantje Scharenberg, Bernd Wedemeyer-Kolwe (Hrsg.): Grenzüberschreitung: Sport neu denken. Festschrift zum 65. Geburtstag von Prof. Dr. Arnd Krüger, Hoya 2009. ISBN 978-3-932423-35-2.
- Gerätturnen in der Grundschule, Wiebelsheim: Limpert, 2011. ISBN 978-3-7853-1798-3.
- Die Konstruktion des öffentlichen Sports und seiner Helden in der Tagespresse der Weimarer Republik, Paderborn 2012
- Arnd Krüger, Swantje Scharenberg (Hrsg.): Zeiten für Helden – Zeiten für Berühmtheiten im Sport. (= Schriftenreihe des Niedersächsischen Instituts für Sportgeschichte. Band 22). LIT, Münster 2014, ISBN 978-3-643-12498-2.